# Four Horsemen of Notre Dame

Logo der Notre Dame Fighting Irish, des Football-Teams der University of Notre Dame

Four Horsemen of Notre Dame (deutsch Vier Reiter von Notre Dame) war der gemeinsame Spitzname der vier American-Football-Spieler Harry Stuhldreher, Jim Crowley, Don Miller und Elmer Layden. Sie bildeten in der ersten Hälfte der 1920er-Jahre die Rückraumformation des Footballteams der University of Notre Dame, das während dieser Zeit unter dem Trainer Knute Rockne zu den dominierenden Mannschaften in den USA im College Football zählte. Der in der New York Herald Tribune im Oktober 1924 erschienene Bericht des Journalisten Grantland Rice über ein Spiel der Notre Dame Fighting Irish, durch den er die an die vier apokalyptischen Reiter angelehnte Bezeichnung Four Horsemen prägte, gilt als „Sportstory, die Amerika veränderte“. Die Erinnerung an diese vier Spieler, die ihre Laufbahn nach einer perfekten Saison 1924 sowie dem Gewinn des Rose Bowls 1925 beendeten und eine der bekanntesten Formationen in der Geschichte des College Football sind, gehört bis in die Gegenwart zu den Sporttraditionen der University of Notre Dame. Alle vier Spieler wurden zum All-American gewählt und ebenso wie ihr Trainer in die College Football Hall of Fame aufgenommen.

## Geschichte

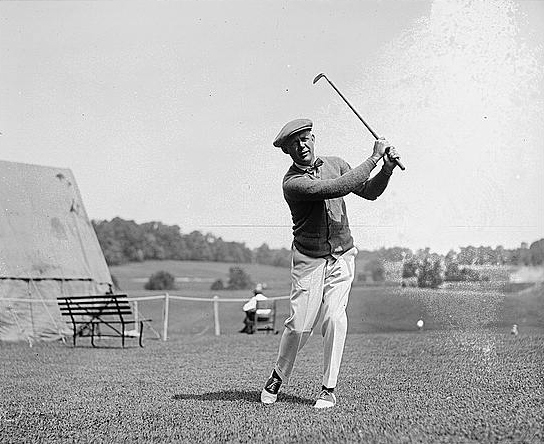
Der Sportreporter Grantland Rice, der den Spitznamen Four Horsemen prägte

Die vier Spieler, die als die Four Horsemen bekannt wurden, waren der Quarterback Harry Stuhldreher sowie die drei Runningbacks Jim Crowley (Left Halfback), Don Miller (Right Halfback) und Elmer Layden (Fullback). Wesentlich für ihr Zusammentreffen und ihren späteren Erfolg in Notre Dame waren das Charisma, die weitreichenden Beziehungen und die Motivationsfähigkeiten von Knute Rockne, der zur damaligen Zeit als Footballtrainer der Universität fungierte. Er galt bei der Rekrutierung von Spielern als erfolgreicher Überredungskünstler mit einem „sechsten Sinn“ für Talent und Potential sowie gleichermaßen als „Chefpsychologe, Dompteur und Cheerleader“ des Teams mit der Fähigkeit, die Mannschaft vor Spielbeginn und während der Halbzeit durch mitreißende Reden zu motivieren. Seine Spieler, von denen viele in ihm einen Ersatzvater sahen, unterstützte er nach dem Ende ihres Studiums mit Hilfe seiner Kontakte oft bei der Jobsuche. Neben dem Einfluss von Rockne spielten darüber hinaus zum Teil auch persönliche Umstände eine Rolle bei der Entscheidung der vier Spieler für Notre Dame. So war der Vater von Layden ein begeisterter Anhänger der Mannschaft, sein Highschool-Trainer fungierte als Scout für Rockne sowie als Basketball- und Baseballtrainer in Notre Dame. Bei Miller galt Footballspielen in Notre Dame als Familientradition, nachdem bereits drei ältere Brüder der Mannschaft angehört hatten.
Stuhldreher, Crowley, Miller und Layden waren von 1922 bis 1925 für die Notre Dame Fighting Irish aktiv und verloren mit dem Team während dieser Zeit nur zwei von 30 Spielen, mit 6:14 (1922) beziehungsweise 7:14 (1923) beide gegen die Mannschaft der University of Nebraska. 1922 siegte die Mannschaft in acht Spielen bei einem Unentschieden und einer Niederlage, ein Jahr später erreichte sie eine Bilanz von neun Siegen bei einem verlorenen Spiel. Im Jahr 1924 gewann das Team alle zehn Saisonspiele, darunter mit einem klaren 34:6 gegen die Nebraska Cornhuskers, und anschließend im Januar 1925 den Rose Bowl mit 27:10 gegen die Mannschaft der Stanford University. Für diese Saisonbilanz wurden die Notre Dame Fighting Irish, beginnend 1926 mit dem als Dickinson System bezeichneten Auswahlverfahren des Wirtschaftsprofessors Frank G. Dickinson, von Football-Statistikern und verschiedenen Organisationen wie der College Football Researchers Association, der Helms Athletic Foundation und der National Championship Foundation nachträglich nahezu einhellig zum Landesmeister des Jahres 1924 gekürt. Lediglich der Sporthistoriker Parke H. Davis, der stattdessen die Mannschaft der University of Pennsylvania favorisierte, wich von dieser Einschätzung ab.
Zur damaligen Zeit spielten die Spieler einer Mannschaft in allen Bereichen, da aufgrund beschränkter Auswechslungen noch nicht zwischen Offense und Defense getrennt wurde. Darüber hinaus konnte ein Spieler, der das Spielfeld verlassen hatte, während der laufenden Halbzeit nicht mehr in das Spiel zurückkehren. Aus beiden Gründen waren die Anforderungen an die Vielseitigkeit und an die physischen Fähigkeiten der Spieler höher als in der Gegenwart, wodurch individuellen Spielern eine größere Bedeutung zukam. Ihren Spitznamen erhielten die vier Spieler durch den Sportreporter Grantland Rice. Dieser begann einen Bericht über ein Spiel, das die Fighting Irish am 18. Oktober 1924 mit 13:7 gegen die Black Knights der United States Military Academy gewonnen hatten, mit folgenden Sätzen, die in dramatisierender Weise auf die Apokalyptischen Reiter der Bibel sowie auf die Uniformfarben der Nord- und Südstaaten während des Amerikanischen Bürgerkrieges Bezug nahmen:

“Outlined against a blue-gray October sky, the Four Horsemen rode again. In dramatic lore their names are Death, Destruction, Pestilence, and Famine. But those are aliases. Their real names are: Stuhldreher, Crowley, Miller and Layden. They formed the crest of the South Bend cyclone before which another fighting Army team was swept over the precipice at the Polo Grounds this afternoon as 55,000 spectators peered down upon the bewildering panorama spread out upon the green plain below. […]”

„Vor einem blau-grauen Oktoberhimmel ritten wieder die vier Reiter. In dramatischen Überlieferungen lauten ihre Namen Tod, Zerstörung, Krankheit und Hungersnot. Aber das sind Pseudonyme. Ihre richtigen Namen sind: Stuhldreher, Crowley, Miller und Layden. Sie bildeten die Spitze des South-Bend-Zyklons, durch den ein weiteres Mal ein kämpfendes Army-Team über den Abgrund der Polo Grounds hinweggefegt wurde, während 55.000 Zuschauer an diesem Nachmittag auf das beeindruckende Schauspiel herabschauten, das sich vor ihnen auf dem Rasen ausbreitete. […]“

Bis zu diesem Spiel, dem dritten in der Spielzeit von 1924 für die Notre Dame Fighting Irish, hatten beide Mannschaften keines ihrer Spiele der laufenden Saison verloren. Miller erzielte mit einem Touchdown im zweiten Viertel die Führung für Notre Dame, die von Crowley im dritten Viertel durch einen weiteren Touchdown ausgebaut wurde, bevor die Black Knights nach einem schwachen Punt der Fighting Irish zum Endstand verkürzten. Der Spielbericht von Grantland Rice, der in rund 100 Zeitungen des Landes nachgedruckt wurde, gilt als der bekannteste und einflussreichste Presseartikel in der amerikanischen Sportgeschichte. Er trug wesentlich zur Etablierung individueller Spieler als „Sporthelden“ bei, die in den 1920er Jahren begann, und veränderte grundlegend den Charakter des Sportjournalismus, den Status des College Football sowie die Freizeitkultur in den Vereinigten Staaten.
Der Student George Strickler, der für die Öffentlichkeitsarbeit des Teams zuständig war, arrangierte außerdem nach der Rückkehr der Mannschaft nach South Bend ein Foto, das er an verschiedene Presseagenturen im Land verschickte, so dass es in den folgenden Tagen landesweit vielfach gedruckt wurde. Es zeigte die vier Spieler in Spielkleidung und mit jeweils einem Football unter dem Arm auf Pferden sitzend, und wurde zu einer der bekanntesten Aufnahmen in der Geschichte des College Football. Der Erfolg der Four Horsemen fand seinen Höhepunkt einige Wochen später mit dem Gewinn des Rose Bowls und legte den Grundstein für die bis in die Gegenwart anhaltende herausragende landesweite Popularität der Footballmannschaft von Notre Dame als America’s Team. Die zweiwöchige Bahnreise zum Spiel von South Bend nach Pasadena wurde für die Mannschaft zu einem Triumphzug durch die Vereinigten Staaten. Da die Teilnahme am Rose Bowl für die Spieler rund vier Wochen Vorlesungsausfall zur Folge hatte, untersagte die Hochschulleitung von Notre Dame bis zum Cotton Bowl 1970 weitere Teilnahmen an Bowl-Spielen in der Nachsaison.

## Persönlichkeiten

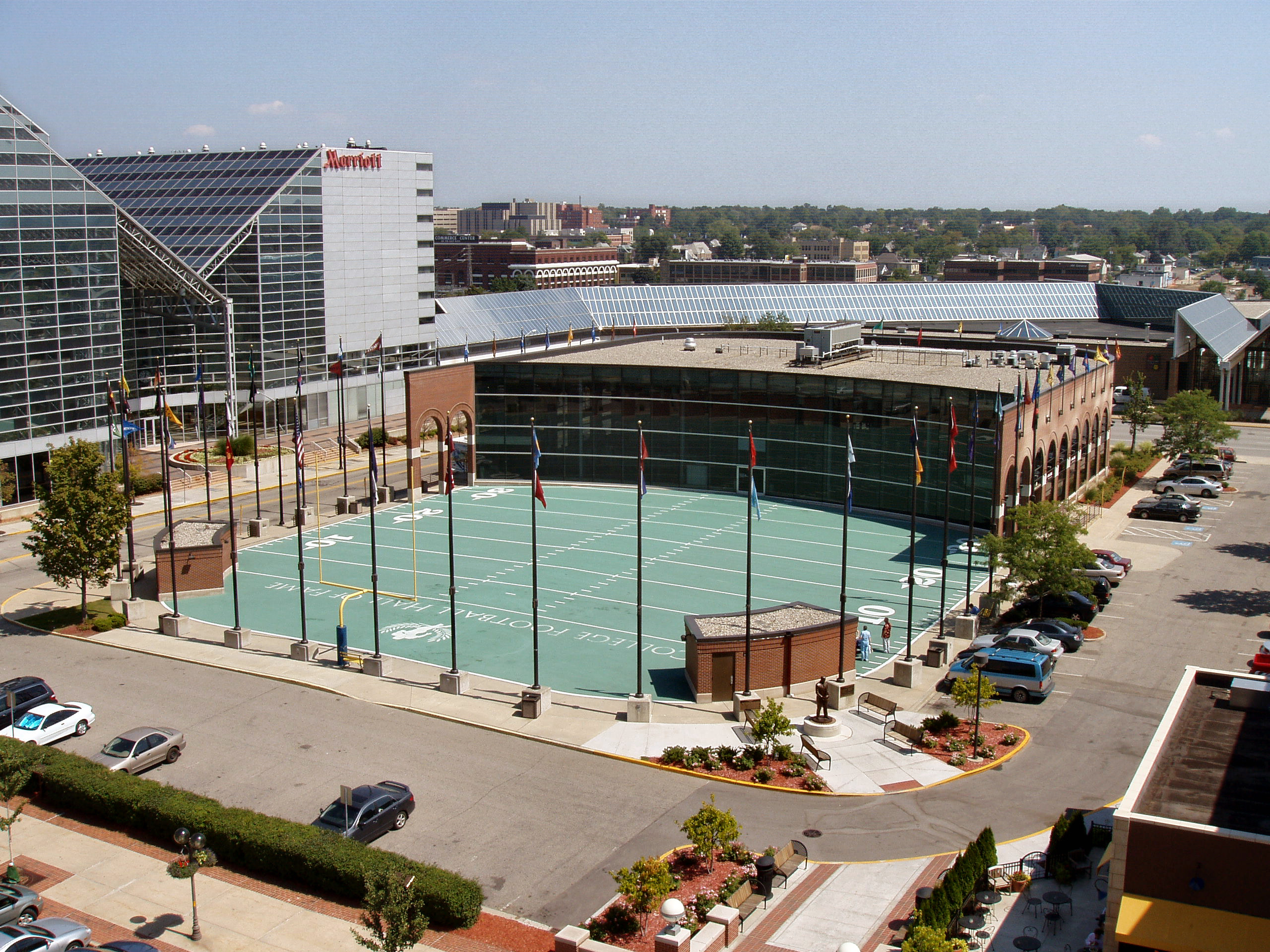
Die College Football Hall of Fame in South Bend, Indiana, in die Knute Rockne und alle vier Spieler der Four Horsemen aufgenommen wurden

Knute Rockne (1888–1931), der Trainer der Four Horsemen, war im Alter von fünf Jahren mit seinen Eltern aus Norwegen in die USA eingewandert. Er studierte ab 1910 Chemie an der University of Notre Dame, an der er auch als Laborassistent von Julius Arthur Nieuwland tätig war und dem Football-Team angehörte. Nachdem er sein Studium 1914 mit einem Abschluss in Pharmazie beendet hatte, verblieb er zunächst als Dozent für Chemie sowie als Trainer der Leichtathletikmannschaft und als Assistenztrainer des Footballteams an der Universität. 1918 übernahm er den Posten des Cheftrainers der Footballmannschaft, die während seines Wirkens bis 1930 fast 90 Prozent aller Spiele und sechs nationale Meisterschaften gewann. Rockne, der aufgrund dieser Bilanz als einer der erfolgreichsten Trainer in der Geschichte des College Football gilt, kam 1931 im Alter von 43 Jahren bei einem Flugzeugabsturz ums Leben. Er wurde 1951 postum in die College Football Hall of Fame aufgenommen.
Harry Stuhldreher (1901–1965), der aus Ohio kam und von deutschen Einwanderern abstammte, war in seiner Rolle als Quarterback ein hervorragender Läufer und Passwerfer, darüber hinaus zählte er zu den besten Punt-Returnern der Mannschaft. Er wurde dreimal zum All-American gewählt und hatte nach seiner Collegezeit sechs Einsätze für die kurzzeitig bestehende Profimannschaft der Brooklyn Horsemen. Danach fungierte er elf Jahre lang als Cheftrainer der Mannschaft der Villanova University sowie anschließend 13 Jahre lang als Cheftrainer und Sportdirektor an der University of Wisconsin–Madison. Nach seiner Zeit als Trainer war er als Geschäftsmann tätig. Über seine Footballerfahrungen verfasste er zwei Bücher, eines davon über Knute Rockne. 1958 wurde er in die College Football Hall of Fame aufgenommen, sieben Jahre später erhielt er von der American Football Coaches Association (AFCA) den nach Amos Alonzo Stagg benannten Amos Alonzo Stagg Award.
Jim Crowley (1902–1986), der in Chicago geboren wurde und in Wisconsin aufgewachsen war, spielte nach dem Ende seiner College-Laufbahn 1925 drei Profispiele für die Green Bay Packers und die Providence Steam Roller. Er wurde anschließend Assistenztrainer an der University of Georgia sowie später Cheftrainer am Michigan State College und an der Fordham University, wo er eine der besten Abwehrmannschaften der damaligen Zeit aufbaute, zu der unter anderem der später als Trainer erfolgreiche Vince Lombardi gehörte. Während des Zweiten Weltkrieges trat er in die United States Navy ein, nach Kriegsende wurde er Commissioner der kurzlebigen Profiliga All-America Football Conference (AAFC) und Trainer der AAFC-Mannschaft Chicago Rockets. Später war er für ein Versicherungsunternehmen und als Sportdirektor eines lokalen Fernsehsenders tätig. Er wurde 1924 ins All-American-Team gewählt und 1966 in die College Football Hall of Fame aufgenommen.
Don Miller (1902–1979) stammte wie Harry Stuhldreher aus Ohio. Er schloss in Notre Dame ein Studium der Rechtswissenschaften ab und übernahm nach dem Ende seiner Karriere zunächst Anstellungen als Assistenztrainer am Georgia Institute of Technology sowie an der Ohio State University. Anschließend wirkte er als Rechtsanwalt in einer Kanzlei in Cleveland. 1941 wurde er vom damaligen Präsidenten Franklin D. Roosevelt zum Bezirksstaatsanwalt für den Norden Ohios ernannt. Er gehörte zweimal dem All-American-Team an, 1970 erfolgte seine Aufnahme in die College Football Hall of Fame.
Elmer Layden (1903–1973) kam aus Iowa und wurde wie Don Miller Anwalt. Er war der Punter der damaligen Mannschaft und galt als ihr bester Defensivspieler, in den Jahren 1923 und 1924 wurde er zum All American gewählt. Nachdem er für die Mannschaften der Brooklyn Horsemen und der Rock Island Independents je ein Profispiel absolviert hatte, fungierte er als Trainer am Loras College in Dubuque, an der Duquesne University sowie von 1934 bis 1940 an seiner Alma Mater in Notre Dame, deren Mannschaft er 1938 zu einem geteilten Landesmeistertitel führte. Von 1941 bis 1946 wirkte er als Commissioner der National Football League (NFL). Anschließend war er erfolgreich als Geschäftsmann tätig. Er wurde 1951 in die College Football Hall of Fame aufgenommen.
Grantland Rice (1880–1954) war im Laufe seines Lebens für verschiedene Zeitungen tätig und galt als enthusiastischer Sportreporter, dessen Artikel durch einen beschreibenden und teilweise poetischen Sprachstil gekennzeichnet waren. Ähnlich dem Bericht über die Four Horsemen heroisierte er auch in anderen Artikeln Sportler zu „Halbgöttern“ und verglich Spiele mit „altertümlichen Schlachten“ oder Naturereignissen. Er erreichte ab 1930 landesweite Bekanntheit und galt als „Dekan der amerikanischen Sportjournalisten“. Zu den Sportlern, denen seine Artikel zu Ruhm verhalfen, zählten neben den Four Horsemen unter anderem der Boxer Jack Dempsey, der Baseball-Spieler Babe Ruth, der Golfer Bobby Jones, der Tennisspieler Bill Tilden und die Leichtathletin Mildred Didrikson Zaharias. 1946 wurde er von der AFCA mit dem Amos Alonzo Stagg Award ausgezeichnet.
George Strickler (1904–1976) war nach seinem Studium zunächst bei der Nachrichtenagentur International News Service und als Sportreporter der Zeitung Atlanta Georgian tätig. Danach wirkte er von 1940 bis 1947 für die NFL und anschließend bis 1950 für die Green Bay Packers jeweils im Bereich Öffentlichkeitsarbeit. Er wechselte später zur Chicago Tribune, bei der er als leitender Sportredakteur fungierte. 1969 erhielt er den Dick McCann Memorial Award der Journalistenvereinigung Pro Football Writers Association für langjährige und herausragende Verdienste im Bereich des Profi-Footballs.

## Würdigung und Erinnerung

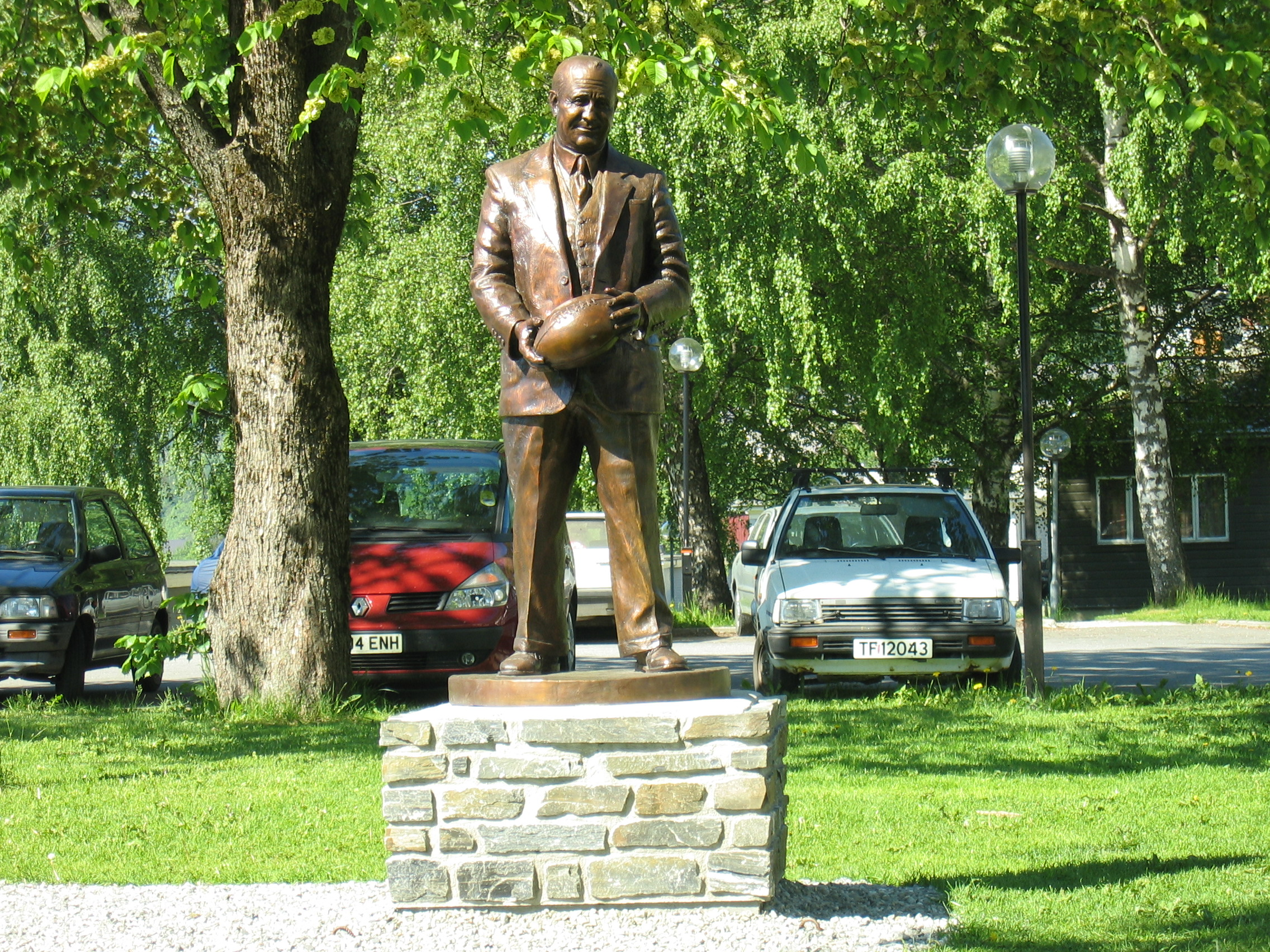
Skulptur für Knute Rockne in seiner Heimatstadt Voss

Ein wesentlicher Grund für den sportlichen Erfolg der Four Horsemen war, dass sie aufgrund ihrer Schnelligkeit und Koordination den sogenannten Notre Dame Shift nahezu perfekt beherrschten. Dabei handelte es sich um einen von Knute Rockne favorisierten und kurz nach seinem Tod durch eine Regeländerung verbotenen taktischen Spielzug, bei dem durch abgestimmte Stellungswechsel der Rückraumspieler unmittelbar vor der Ballübergabe an den Quarterback die gegnerische Verteidigung verwirrt werden sollte. Auch eine weitere von Rockne entwickelte Taktik, die als Shock troops („Stoßtruppen“) bezeichnet wurde und in der Saison von 1924 in jedem Spiel zum Einsatz kam, war damals ein wichtiger Teil der Spielweise der Notre Dame Fighting Irish. Dabei startete die Mannschaft in den ersten Minuten eines Spiels mit einer Ersatzformation anstelle der Four Horsemen, wodurch diese im späteren Spielverlauf physisch im Vorteil gegenüber einer bereits abgekämpften gegnerischen Mannschaft waren.
Die Bezeichnung Four Horsemen gilt als bekanntester Spitzname in der Geschichte des College Football. Die Erinnerung an die vier Spieler ist bis in die Gegenwart Teil der Sporttraditionen der University of Notre Dame. Dies liegt nicht nur an ihren sportlichen Leistungen – sowohl Rockne als auch Rice bewerteten beispielsweise die Rückraumformation des Notre-Dame-Teams von 1930 als besser. Dass die Four Horsemen zu den Legenden des College Football zählen, ist neben ihrem Erfolg auf dem Spielfeld vor allem auch auf die mystifizierende Wirkung des Artikels von Grantland Rice und des Fotos von George Strickler zurückzuführen. In Gedenken an Grantland Rice verleiht die amerikanische Footballreporter-Vereinigung Football Writers Association of America (FWAA) seit 1954 die Grantland Rice National Championship Trophy an diejenige Footballmannschaft, die nach Ansicht der FWAA die nationale Meisterschaft gewonnen hat. Darüber hinaus trägt an seiner Alma Mater, der Vanderbilt University in Nashville, ein vierjähriges Stipendium im Bereich Sportjournalistik seinen Namen.
Nach Knute Rockne wurde unter anderem die zwischen 1931 und 1933 verkaufte Automarke Rockne der in South Bend ansässigen Firma Studebaker benannt, 1940 entstand außerdem der Film „Knute Rockne, All American“ über sein Leben mit Pat O’Brien in der Hauptrolle. Darüber hinaus existieren identische Bronze-Skulpturen von Rockne in der Nähe des Footballstadions von Notre Dame und in seiner norwegischen Geburtsstadt Voss. Der United States Postal Service veröffentlichte 1988 eine Briefmarke zu Ehren von Knute Rockne sowie zehn Jahre später als Teil einer Serie („Celebrate the Century“) zur Erinnerung an die 1920er Jahre eine Marke mit dem 1924 entstandenen Foto der Four Horsemen. Den vier Spielern Harry Stuhldreher, Jim Crowley, Don Miller und Elmer Layden ist im Sportkomplex der University of Notre Dame eine Statue gewidmet, die dem Motiv des Fotos nachempfunden ist und die einleitenden Worte „Outlined against a blue-gray October sky, the Four Horsemen rode again […]“ aus dem Bericht von Grantland Rice als Zitat wiedergibt. Die Internetredaktion des amerikanischen Sportsenders ESPN platzierte die Legende der Four Horsemen im Jahr 2007 auf den 50. Rang einer Liste der 100 symbolträchtigsten Momente in der Geschichte des College Football.